# Beaumont, Corrèze
Beaumont är en kommun i departementet Corrèze i regionen Nouvelle-Aquitaine i de centrala delarna av Frankrike. Kommunen ligger  i kantonen Seilhac som tillhör arrondissementet Tulle. År 2022 hade Beaumont 115 invånare.

## Befolkningsutveckling
Antalet invånare i kommunen Beaumont
Referens:INSEE